# Jun Chen
| Odkryte planetoidy: 11 | Odkryte planetoidy: 11 |
| ---------------------- | ---------------------- |
| (15807) 1994 GV9       | 15 kwietnia 1994       |
| (15820) 1994 TB        | 2 października 1994    |
| (15874) 1996 TL66      | 9 października 1996    |
| (15883) 1997 CR29      | 3 lutego 1997          |
| (20108) 1995 QZ9       | 29 sierpnia 1995       |
| (20161) 1996 TR66      | 8 października 1996    |
| (32929) 1995 QY9       | 31 sierpnia 1995       |
| (33001) 1997 CU29      | 6 lutego 1997          |
| (79360) Sila-Nunam     | 3 lutego 1997          |
| (118228) 1996 TQ66     | 8 października 1996    |
| (523899) 1997 CV29     | 6 lutego 1997          |
| 1. 2. 3.               |                        |

Jun Chen (chiń. upr. 陈俊; chiń. trad. 陳俊; pinyin Chén Jùn) – amerykańska astronom chińskiego pochodzenia.

## Życiorys
Ukończyła studia na Uniwersytecie Pekińskim w 1990 roku, w 1997 roku uzyskała doktorat na Uniwersytecie Hawajskim.
Wspólnie z Davidem Jewittem, Jane Luu i Chadem Trujillo odkryła 11 obiektów z Pasa Kuipera.
Później pracowała jako programistka w sektorze prywatnym.